# لنت (آلاباما)
لَنِت (به انگلیسی: Lanett) شهری در شهرستان چمبرز ایالت آلاباما است که مساحت آن ۱۶٫۱۱ کیلومتر مربع است و در سرشماری سال ۲۰۱۰ میلادی، ۶٬۴۶۸ نفر جمعیت داشته و تراکم جمعیتی آن، ۴۰۱٫۴۹ نفر در هر کیلومتر مربع بوده است.